# Villeneuve-les-Sablons
Villeneuve-les-Sablons és un municipi francès, situat al departament de l'Oise i a la regió dels Alts de França. L'any 2007 tenia 1.247 habitants.

## Demografia

### Població
El 2007 la població de fet de Villeneuve-les-Sablons era de 1.247 persones. Hi havia 424 famílies de les quals 64 eren unipersonals (28 homes vivint sols i 36 dones vivint soles), 116 parelles sense fills, 212 parelles amb fills i 32 famílies monoparentals amb fills.
La població ha evolucionat segons el següent gràfic:
Habitants censats

### Habitatges
El 2007 hi havia 458 habitatges, 433 eren l'habitatge principal de la família, 15 eren segones residències i 10 estaven desocupats. 406 eren cases i 51 eren apartaments. Dels 433 habitatges principals, 348 estaven ocupats pels seus propietaris, 80 estaven llogats i ocupats pels llogaters i 5 estaven cedits a títol gratuït; 2 tenien una cambra, 25 en tenien dues, 68 en tenien tres, 112 en tenien quatre i 225 en tenien cinc o més. 331 habitatges disposaven pel capbaix d'una plaça de pàrquing. A 184 habitatges hi havia un automòbil i a 218 n'hi havia dos o més.

### Piràmide de població
La piràmide de població per edats i sexe el 2009 era:
| Homes | Edats   | Dones |
| ----- | ------- | ----- |
| 0     | 95 o +  | 8     |
| 0     | 90 a 94 | 4     |
| 4     | 85 a 89 | 4     |
| 4     | 80 a 84 | 12    |
| 8     | 75 a 79 | 12    |
| 20    | 70 a 74 | 0     |
| 8     | 65 a 69 | 24    |
| 12    | 60 a 64 | 16    |
| 28    | 55 a 59 | 28    |
| 28    | 50 a 54 | 48    |
| 56    | 45 a 49 | 44    |
| 68    | 40 a 44 | 64    |
| 44    | 35 a 39 | 32    |
| 24    | 30 a 34 | 52    |
| 32    | 25 a 29 | 8     |
| 56    | 20 a 24 | 28    |
| 52    | 15 a 19 | 40    |
| 28    | 10 a 14 | 52    |
| 36    | 5 a 9   | 56    |
| 24    | 0 a 4   | 28    |

## Economia
El 2007 la població en edat de treballar era de 817 persones, 641 eren actives i 176 eren inactives. De les 641 persones actives 589 estaven ocupades (314 homes i 275 dones) i 52 estaven aturades (18 homes i 34 dones). De les 176 persones inactives 49 estaven jubilades, 74 estaven estudiant i 53 estaven classificades com a «altres inactius».

### Ingressos
El 2009 a Villeneuve-les-Sablons hi havia 445 unitats fiscals que integraven 1.318 persones, la mediana anual d'ingressos fiscals per persona era de 19.643 €.

### Activitats econòmiques
Dels 55 establiments que hi havia el 2007, 4 eren d'empreses extractives, 1 d'una empresa de fabricació de material elèctric, 1 d'una empresa de fabricació d'elements pel transport, 7 d'empreses de fabricació d'altres productes industrials, 11 d'empreses de construcció, 7 d'empreses de comerç i reparació d'automòbils, 5 d'empreses de transport, 2 d'empreses d'hostatgeria i restauració, 4 d'empreses immobiliàries, 8 d'empreses de serveis, 1 d'una entitat de l'administració pública i 4 d'empreses classificades com a «altres activitats de serveis».
Dels 19 establiments de servei als particulars que hi havia el 2009, 1 era una oficina de correu, 2 tallers de reparació d'automòbils i de material agrícola, 2 guixaires pintors, 1 fusteria, 5 lampisteries, 2 electricistes, 1 perruqueria, 2 restaurants, 2 agències immobiliàries i 1 saló de bellesa.
Dels 2 establiments comercials que hi havia el 2009, 1 era una gran superfície de material de bricolatge i 1 un drogueria.
L'any 2000 a Villeneuve-les-Sablons hi havia 4 explotacions agrícoles.

## Equipaments sanitaris i escolars
El 2009 hi havia una escola elemental.

## Poblacions més properes
El següent diagrama mostra les poblacions més properes.